# Luigi Bruins
Luigi Bruins (* 9. března 1987, Rotterdam, Nizozemsko) je nizozemský fotbalový záložník s italskými kořeny, hráč klubu SBV Excelsior.
Mimo Nizozemska působil v Rakousku a Francii.

## Klubová kariéra
Odchovanec SBV Excelsior Luigi Bruins hrál v Nizozemsku ještě v partnerském Feyenoordu. Od října 2011 do konce kalendářního roku prožil krátkou anabázi v rakouském týmu FC Red Bull Salzburg. Od ledna 2013 do června 2014 působil ve francouzském mužstvu OGC Nice.

## Reprezentační kariéra
Bruins byl členem nizozemského mládežnického výběru U21. Zúčastnil se domácího Mistrovství Evropy hráčů do 21 let 2007, kde Nizozemci porazili ve finále Srbsko 4:1 a vyhráli druhý titul v řadě.